# 斯威士蘭城市列表

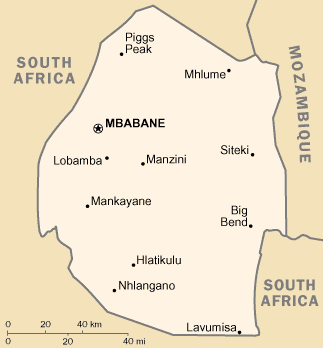

斯威士蘭城市列表如下：
- 大本德
- 赫拉蒂庫盧
- 拉武米薩
- 洛班巴
- 曼卡亞內
- 曼齊尼
- 墨巴本
- 姆盧梅
- 恩圭尼亞
- 恩赫蘭加諾
- 皮格斯皮克
- 錫泰基